# Araneta Coliseum
L'Araneta Coliseum, conosciuta anche come The Big Dome, è un'arena coperta situata nella città di Quezon City, nelle Filippine.